# Manfred Haimbuchner

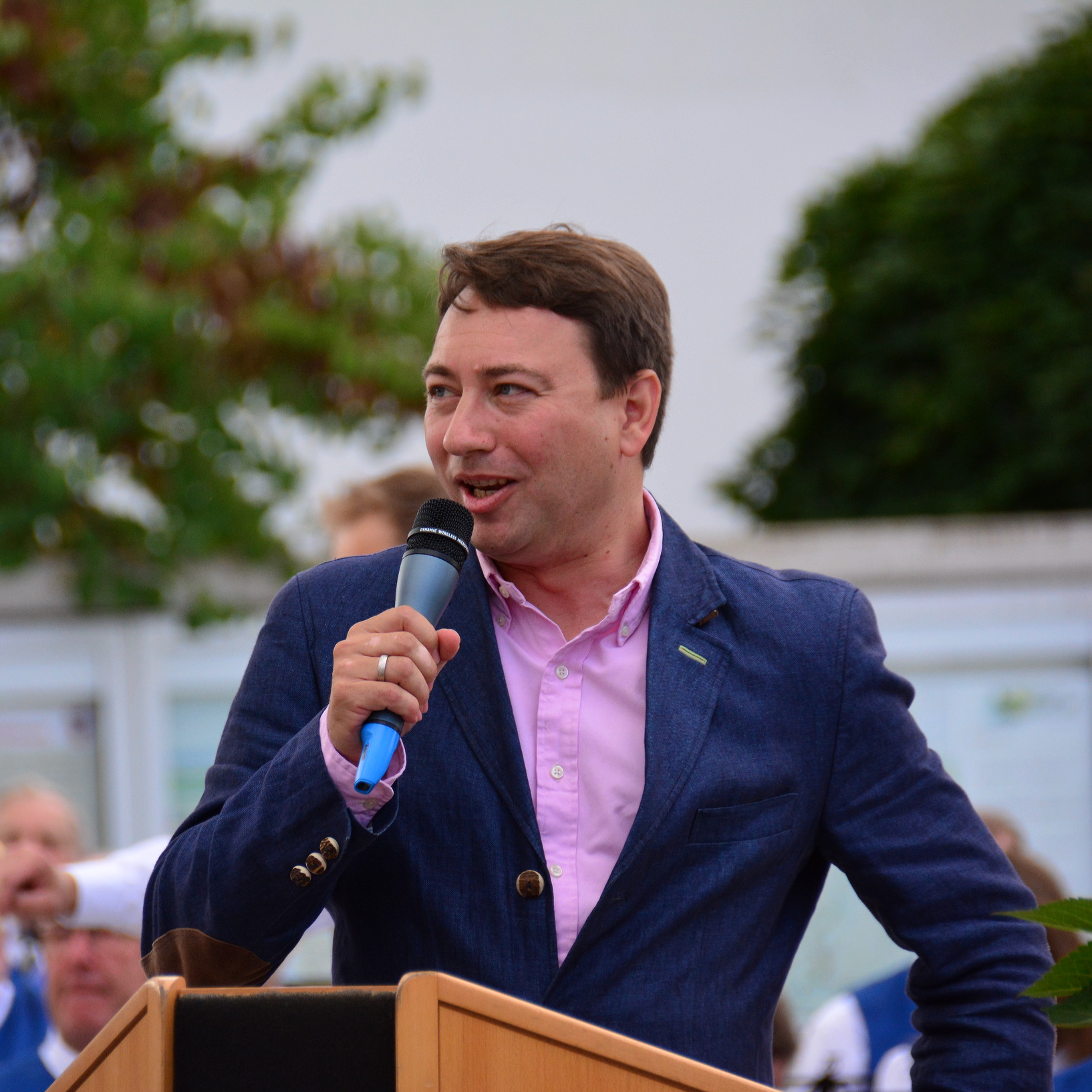
Manfred Haimbuchner (2017)

Manfred Haimbuchner (* 12. August 1978 in Wels) ist ein rechtsextremer österreichischer Politiker (FPÖ), Jurist und derzeit Stellvertreter des oberösterreichischen Landeshauptmanns in der Landesregierung Stelzer II.

## Leben
Haimbuchner wurde als Sohn des Langzeit-Bürgermeisters von Steinhaus, Lambert Haimbuchner, in eine sudetendeutsche Familie geboren. Nach der örtlichen Volksschule besuchte er ab 1989 das Bundesgymnasium in Wels, das er 1997 mit der Matura abschloss. Haimbuchner leistete von 1997 bis 1998 seinen Präsenzdienst und studierte ab 1998 Rechtswissenschaften an der Johannes Kepler Universität Linz. 2006 wurde er zum Dr. iur. promoviert. Haimbuchner ist Alter Herr des Corps Alemannia Wien zu Linz, des Corps Vandalia zu Graz sowie der Schülerverbindung Deutsch-conservative Semestralverbindung Gothia Wels im ÖPR.
Er absolvierte zwischen 2003 und 2004 sein Rechtspraktikum am Bezirksgericht und Landesgericht Wels und war von 2004 bis 2009 Rechtsanwaltsanwärter in der Kanzlei Paul Fuchs in Thalheim bei Wels.
Haimbuchner ist seit Mai 2016 mit seiner Frau Annette verheiratet. Aus dieser Ehe ging ein 2018 geborener Sohn hervor. 2022 wurde eine Tochter geboren.

## Politischer Werdegang
Haimbuchner trat im Jahr 2000 der FPÖ-Ortsgruppe in Steinhaus bei. Im Jahr 2003 wurde er zuerst Gemeinderat, danach Fraktionsobmann in der Gemeinde und schließlich Stellvertreter des Bezirksparteiobmanns der FPÖ Wels-Land. Seit 2005 ist Haimbuchner Bezirksparteiobmann. Am 30. Oktober 2006 zog er als Abgeordneter in den Nationalrat ein, wo sein Schwerpunkt neben seinen Funktionen als Rechnungshof- und Vertriebenensprecher in der Justiz- und Verfassungspolitik lag. Er war Mitglied im Untersuchungsausschuss betreffend die Beschaffung von Kampfflugzeugen, der von November 2006 bis Juli 2007 tagte.
Bis zu seinem Ausscheiden aus dem Nationalrat im Oktober 2009 war Haimbuchner Mitglied in den parlamentarischen Ausschüssen für Justiz, für Angelegenheiten des Rechnungshofes und für Angelegenheiten des Verfassungsgerichtshofs sowie im Bautenausschuss und im Land- und Forstwirtschaftsausschuss. Im Jahr 2009 war Haimbuchner Spitzenkandidat der FPÖ für die Landtagswahl 2009 in Oberösterreich.
Von 23. Oktober 2009 bis 23. Oktober 2015 war Haimbuchner Landesrat im Kabinett Pühringer IV. Seine Zuständigkeiten waren Natur- und Landschaftsschutz, Wohnbauförderung und Sparkassen.
Nachdem die FPÖ bei der Landtagswahl 2015 den zweiten Platz errungen hatte, wurde er am 23. Oktober 2015 zum Landeshauptmann-Stellvertreter der Landesregierung Pühringer V gewählt. In der Landesregierung Stelzer I war er für Natur- und Landschaftsschutz, Wohnbauförderung, Baurecht, Familien und Sparkassen zuständig.
Haimbuchner ist seit 2011 stellvertretender Bundesparteiobmann der FPÖ.

## Politische Tätigkeit
Als Jugendsprecher der FPÖ forderte Haimbuchner im Jahr 2008, dass neben einer besseren Integration und Ausbildung ein härteres Durchgreifen nötig sei, um Jugendkriminalität besser zu bekämpfen.
Der stellvertretende Chefredakteur der Oberösterreichischen Nachrichten, Wolfgang Braun, schrieb 2014, dass sich Haimbuchner bemühe, das Image der FPÖ als „rechte Protestpartei“ zu korrigieren. Haimbuchner versuche sich als wirtschaftsliberal zu positionieren. Mit einem eigens gegründeten „Liberalen Klub“ sollten Verbindungen zu Unternehmen aufgebaut werden, was teilweise gelungen sei. Haimbuchner bezeichnete den ehemaligen deutschen FDP-Chef Erich Mende als politisches Vorbild. Laut Wolfgang Braun habe Haimbuchner eine national-liberale Einstellung. Er habe Probleme mit Mitgliedern der FPÖ, die sich rechtsaußen positionierten. Haimbuchner sei laut Braun in dieser Richtung „nie auffällig“ geworden, obwohl es ihm noch nicht gelungen sei, alle Zweifel zu zerstreuen. Laut der Homepage des Oberösterreichischen Landtags gibt Haimbuchner als seinen Lieblingsautor den Schriftsteller und Freikorpsangehörigen Ernst von Salomon an.
Um die Kosten im sozialen Wohnbau zu senken, stellte Haimbuchner 2014 in seiner Funktion als Wohnbaulandesrat einen „Standardausstattungskatalog“ vor, der mit 1. Jänner 2015 in Oberösterreich in Kraft trat. Seitdem wird bei Materialien wie Edelstahl gespart, Aufzüge erst ab drei Geschoßen und neun Wohnungen errichtet oder einfache Plastikfenster statt wärmedämmenden Fenstern verbaut. Während Wohnbaugenossenschaftsvorstand Roland Hattinger den Katalog als „wichtiges Instrument für den leistbaren Wohnraum“ erachtete, kritisierten ihn mehrere Organisationen der Plattform „Nachhaltig leistbarer sozialer Wohnbau in Oberösterreich“ als Rückschritt.
Haimbuchner fungiert als stellvertretender Obmann des Energiesparverbands Oberösterreich, der den effizienten und umweltschonenden Energieeinsatz fördert. In seiner Funktion als Wohnbaulandesrat zeichnete Haimbuchner mehrfach für Kürzungen bzw. Beschneidungen der Wohnbeihilfe verantwortlich.
Er war stellvertretender Obmann des österreichischen Landesverbandes des völkischen Witikobunds, eines sudetendeutschen Vertriebenenverbandes.
Im Jahr 2012 wurde der wirtschaftsliberale Atterseekreis, ein von Liberalen innerhalb der Freiheitlichen Partei Österreichs gegründeter Gesprächskreis, auf Initiative von Haimbuchner in Nußdorf am Attersee wiederbelebt.
Am 20. Mai 2019 erhielt Haimbuchner den Coronati-Preis, die „große Fairness-Auszeichnung“ des österreichischen Baugewerbes, für sein Engagement im Wohnbau. Eine weitere Ehrung wurde ihm am 22. Oktober durch den österreichischen Verband gemeinnütziger Bauvereinigungen-Revisionsverband zuteil. An diesem Tag wurde ihm das große Ehrenzeichen in Gold verliehen.

## Politische Standpunkte

### Klima- und Naturschutz
Klimaschutz bedeute, so Haimbuchner, nicht automatisch Naturschutz, sondern könne auch das Gegenteil bedeuten, z. B. im Falle von Windrädern, die dem Artenschutz Probleme bereiten würden. Manche Klimaschützer seien Feinde des Naturschutzes. Die „Klimahysterie“ könne er nicht nachvollziehen, es habe immer Klimaveränderung gegeben und werde es immer geben. Der menschliche Anteil daran sei zu hinterfragen. Es gehe ihm nicht darum, den Klimaschutz zu bekämpfen, dieser könne aber massive Verteuerungen im Wohnbau zur Folge haben, ein Nutzen sei nicht erkennbar. Als Beispiel nennt er den Einbau von Fassadendämmungen. Er sei für die Reduktion des Energieverbrauchs in Häusern durch gute Haustechnik. Haimbuchner äußerte sich kritisch gegenüber Klimaschutzvorgaben, diese führten zur „Entindustrialisierung“ Oberösterreichs und der ganzen Welt. Durch den Pariser Weltklimavertrag werde sich der Wohnbau weiter verteuern, die Bauauflagen seien schon jetzt „ein Wahnsinn“. Die Renaturierungsverordnung wird von Haimbuchner abgelehnt, da diese einen Eingriff in Eigentums- und Freiheitsrechte darstelle. Obergrenzen bei der Widmung von Bauland werden von Haimbuchner als „kommunistische Ideen“ abgelehnt, Statistiken über Bodenversiegelung und Verbauung seien falsch. Man führe in diesem Bereich eine „Moraldiktatur-Diskussion“. Man müsse stattdessen „darüber reden, vernünftig mit Ressourcen umzugehen, vernünftig zu bauen und zu sanieren.“ Eine Steuer auf leerstehende Wohnungen wird von Haimbuchner als „inadäquates, kommunistisches, ideologisches Instrument“, das „außer Bürokratie, Unsinn und Belastung nichts“ bewirke, abgelehnt. Es handle sich um „ideologische Projekte, von Linken oder Linksextremisten, von eigentumsfeindlichen Politikern, die selbst eh noch nichts geschaffen haben.“ Haimbuchner spricht sich für die Abschaffung des Klimabonus, dieser sei Geldverschwendung, und der CO2-Steuer aus.

### Außenpolitik
Haimbuchner sprach sich im August 2024 gegen weitere Sanktionen gegen Russland aus, diese hätten nichts bewirkt. Zudem lehnte er einen Ausstieg der OMV aus Gaslieferverträgen mit der Gazprom ab. Er wolle keinen Ausstieg aus dem Vertrag, nur „weil es ein paar grüne Studienabbrecher vielleicht gerade wollen.“ Ohne Gas sei es „aus mit unserem Wirtschaftsstandort, aus mit dem Wohlstand, aus mit der Versorgung der Krankenhäuser.“

### Steuer-  und Wirtschaftssystem
In Bezug auf das Thema Arbeitszeit bezeichnet Haimbuchner Österreich als „Teilzeit-Republik“ und fordert höhere Lohnsteuer für Teilzeitbeschäftigte. Die Staatsausgabenquote in Österreich sei zu hoch, man sei dem Sozialismus näher als dem Kapitalismus. Es sei „aber mehr Marktwirtschaft und Kapitalismus notwendig“.

### Homosexualität/Transgender
Mehrfach äußerte sich Haimbuchner in der Öffentlichkeit mit queer- bzw. transfeindlichen Begriffen. So bezeichnete er die Koalitionsregierung aus ÖVP, SPÖ und NEOS im Jahr 2025 als „LGBTQ-Truppe“. 2021 hatte er sich gegen die gleichgeschlechtliche Ehe ausgesprochen. Er lehne es ab, „dass der Franz den Lois heiratet, damit sie den Sepp adoptieren können“. 2024 äußerte Haimbuchner, dass LGBTQ-Personen nichts leisten würden.

## Kontroversen
Im Mai 2016 rief Haimbuchner im Zuge des österreichischen Bundespräsidentschaftswahlkampfs jene, denen die christliche Kultur so wichtig sei wie ihm, dazu auf, die FPÖ zu wählen, denn die ÖVP und die Amtskirche „haben euch schon lange verraten“. Für diese Aussage wurde Haimbuchner von der Katholischen Aktion Oberösterreich kritisiert.
Im November 2016 hielt Haimbuchner anlässlich einer Jubiläumsfeier der FPÖ Mettmach, bei der auch des aus Mettmach stammenden ersten FPÖ-Bundesparteiobmanns und ehemaligen NS-Politikers Anton Reinthaller gedacht wurde, eine Rede. Reinthaller, der nach 1945 wegen Hochverrats drei Jahre in Haft war, sei laut Haimbuchner einen „politischen Irrweg“ gegangen „wie Millionen andere auch“. Er habe sich nach dem Krieg wieder an Demokratie beteiligen und die Vergangenheit hinter sich lassen wollen. Haimbuchner wurde für seine Teilnahme an der Feier von den Grünen und der SPÖ Oberösterreich kritisiert.
2016 erhielt Haimbuchner den Black Globe Award von Global 2000, Greenpeace, Klimabündnis und dem WWF, der „die prominentesten Klimawandelleugner und Klimaschutzbremser in Österreich“ auszeichnet. Er quittierte die Verleihung mit den Worten, dies sei eine „Anerkennung für Politik mit Hausverstand“.
Nach dem von FPÖ-Funktionären initiierten Abbruch eines Vortrags zum Thema Extremismus an einer Linzer Schule ließ Haimbuchner im Frühjahr 2017 eine Online-Meldeplattform einrichten, bei der „Verstöße von Lehrern gegen die Objektivität“ gemeldet werden konnten. Es könne, so Haimbuchner, nicht sein, dass „Kinder von FPÖ-Funktionären mit Tränen in den Augen von der Schule heimkommen, weil ein Agitieren gegen die FPÖ“ auf der Tagesordnung stehe. Die Plattform wurde von der Gewerkschaft der Lehrer als Aufruf zur Vernaderung abgelehnt und von der oberösterreichischen SPÖ sowie den Grünen kritisiert. Im Mai 2017 ging die Plattform offline, im Herbst 2018 wurde sie endgültig entfernt.
Nachdem das Mauthausen Komitee Österreich im August 2017 eine Broschüre veröffentlicht hatte, in der Dutzende rechtsextreme Aktivitäten von FPÖ-Politikern aufgezählt werden – auch das Gedenken Haimbuchners für Reinthaller findet darin Erwähnung –, reagierte Haimbuchner mit der Äußerung, er halte vom Mauthausen-Komitee nichts. Der Konflikt der FPÖ und Haimbuchners mit dem MKÖ fand 2018 eine Fortsetzung, als ein Beschluss, FPÖ-Politiker nicht zur unter anderem vom MKÖ organisierten alljährlichen Gedenkfeier in der KZ-Gedenkstätte Mauthausen einzuladen, bekräftigt wurde.
Mitte März 2021 erkrankte Haimbuchner schwer an COVID-19. Zwei Tage vor seinem positiven Testergebnis hatte er noch eine „Storchenfeier“ in seiner Heimatgemeinde besucht. Laut eigener Aussage befand er sich lediglich 20 Minuten auf der im Freien stattfindenden Party. Einer eventuellen Einführung einer Maskenpflicht im Freien steht Haimbuchner skeptisch gegenüber, weil dort seiner Ansicht nach ohnehin keine Covid-19-Ansteckungen stattfinden würden. Haimbuchner wurde ins Linzer Kepler-Universitätsklinikum eingeliefert und dort auf die Intensivstation verlegt, wo er künstlich beatmet werden musste. Nach 14 Tagen wurde er aus dem Krankenhaus entlassen. Wegen Verstoßes gegen Coronavirus-Schutzmaßnahmen bei der „Storchenfeier“ musste Haimbuchner eine Geldstrafe bezahlen.
Spätestens seit 2019 bestand eine Kooperation der FPÖ Oberösterreich unter Manfred Haimbuchner mit einer Werbefirma des rechtsextremen Publizisten Stefan Magnet. Magnet betreute Facebook-Seiten von FPÖ-Landesräten und stellte Wahlkampfvideos her. 2017 wurde in der Landeszeitung „Unser Oberösterreich“ ein Foto Haimbuchners gemeinsam mit Magnet zum Thema „Kindergeld-Konto“ abgedruckt. Von 2015 bis 2022 erhielt Magnet von der FPÖ Oberösterreich Aufträge mit einer Summe von rund 140.000 Euro. Das Büro Haimbuchners stellte dazu fest, man arbeite „natürlich mit externen Agenturen zusammen“ und suche „die Selbigen nach Fähigkeiten und Preis-Leistungs-Verhältnis aus, aber sicher nicht danach, ob sie politischen Mitbewerbern zu Gesicht stehen oder nicht.“

## Werke
- Manfred Haimbuchner, Der Netzzugang im österreichischen Elektrizitätsrecht, Linz, 2003.
- Manfred Haimbuchner, Der Netzzugang leitungsgebundener Energieträger, VDM Verlag Dr. Müller, Linz, 2005, ISBN 978-3-8364-8909-6.